# Chartobracon canadensis
Chartobracon canadensis är en stekelart som beskrevs av Donald L.J. Quicke 1989. Chartobracon canadensis ingår i släktet Chartobracon och familjen bracksteklar. Inga underarter finns listade i Catalogue of Life.